# Egils Levits
Egils Levits, född 30 juni 1955 i Riga, var 8 juli 2019 - 2023 Lettlands president.

## Bakgrund
Egils Levits föddes den 30 juni 1955 i Riga i dåvarande Lettiska socialistiska sovjetrepubliken i Sovjetunionen. Hans far, Jonass Levits, var ingenjör och av judiskt ursprung. Hans mor, Ingeborga Levite (1926–2008), född Berga, var balttyska och poet. Familjen utvisades från Sovjetunionen 1972 och bosatte sig i Västtyskland, där släktingar till hans mor var bosatta. De återvände till Lettland 1990 när Lettland hade återvunnit självständighet.

## Politisk karriär
Levits installerades som president den 8 juli 2019.
I augusti 2021 genomförde Levits sitt första officiella besök i Sverige, där han träffade kung Carl XVI Gustaf och besökte riksdagen, för att uppmärksamma hundraårsjubileet av de diplomatiska relationerna mellan Lettland och Sverige samt 30-årsjubileet av Lettlands självständighet.